# Jaromír E. Brabenec
Jaromír E. Brabenec (4. srpna 1934 Horní Počernice – 30. října 2024) byl český grafik a sochař. V letech 1944 až 1952 studoval na gymnáziu v Libni. V roce 1968 odešel do Švédska, kde studoval na stockholmské škole Konstfack (1968–1969). Pro jeho tvorbu jsou typické prvky jako průstřely a detonace. Roku 2018 daroval jeden ze svých objektů městu Červený Kostelec. Jeho bratrem byl hudebník a básník Vratislav Brabenec.